# 切尔
切尔，是匈牙利杰尔-莫雄-肖普朗州所辖的一个村。总面积2.94平方公里，总人口26，人口密度8.8人/平方公里（2011年1月1日）。